# Ристоски, Микела
Микела Ристоски (хорв. Mikela Ristoski; род. 7 ноября 1989, Пула) — хорватская паралимпийская легкоатлетка, специализирующаяся в прыжках в длину. Выступает в категории T20. Победитель Паралимпиады 2016 года, трёхкратная чемпионка мира, победитель и призёр чемпионатов Европы.

## Спортивная карьера
Лёгкой атлетикой Микела Ристоски начала заниматься в старшей школе, после того, как туда с визитом пришла тренер и паралимпиец Елена Вукович. Микела является членом спортивного клуба людей с ограниченными возможностями в городе Медулин. С 2008 года она тренируется под руководством Даниала Темима.
В 2009 году на Всемирных играх INAS занимает второе место в прыжках в длину с результатом 5,03 м.
На чемпионате мира 2011 года в Крайстчерче становится первой в прыжках в длину.
На чемпионате Европы 2012 года в Стадсканале занимает третье место в прыжках в длину. На своих первых паралимпийских играх в Лондоне Микела завоёвывает бронзовую награду с результатом 5,28 м.
На чемпионате мира 2013 года занимает третье место в прыжках в длину с результатом 5,27 м.
На чемпионате Европы 2014 года в Суонси берёт золото в прыжках в длину.
На Всемирных играх INAS 2015 года в Эквадоре выигрывает два золота: в беге на 100 м и тройном прыжке. На чемпионате мира в Дохе выигрывает золото в тройном прыжке с результатом 11,67 и серебро в прыжке в длину.
В 2016 году на чемпионате Европы в Гроссето Ристоски завоевала серебро. На летних паралимпийских играх в Рио-де-Жанейро становится чемпионкой в прыжках в длину в результатом 5,79 метров.
В 2017 году золотую награду берёт в прыжках в длину на чемпионате мира в Лондоне.
На чемпионате Европы 2018 года в Берлине берёт бронзу в прыжках в длину.
На чемпионате мира 2019 года в Дубаи зарабатывает бронзу с результатом 5,61 м в прыжке в длину.
В 2021 году на чемпионате Европы в Быдгоще занимает третье место в прыжках в длину. На летних паралимпийских играх в Токио на открытии Ристоски несла хорватский флаг, а потом завоевала свою третью подряд паралимпийскую медаль — бронзу в прыжках в длину.
На Паралимпиаде 2024 года в Париже занимает 10 место.

## Результаты
Паралимпийские игры
| Год  | Место проведения | Дисциплина     | Категория | Результат | Место |
| ---- | ---------------- | -------------- | --------- | --------- | ----- |
| 2012 | Лондон           | прыжок в длину | F20       | 5,28 м    | 3     |
| 2016 | Рио-де-Жанейро   | прыжок в длину | T20       | 5,79 м    | 1     |
| 2021 | Токио            | прыжок в длину | T20       | 5,46 м    | 3     |
| 2024 | Париж            | прыжок в длину | T20       | 5,18 м    | 10    |

Чемпионаты мира по параатлетике
| Год  | Место проведения | Дисциплина     | Категория | Результат | Место |
| ---- | ---------------- | -------------- | --------- | --------- | ----- |
| 2011 | Крайстчерч       | прыжок в длину | F20       | 5,10 м    | 1     |
| 2013 | Лион             | прыжок в длину | T20       | 5,27 м    | 3     |
| 2015 | Доха             | прыжок в длину | T20       | 5,63 м    | 2     |
| 2015 | Доха             | тройной прыжок | T20       | 11,67 м   | 1     |
| 2017 | Лондон           | прыжок в длину | T20       | 5,66 м    | 1     |
| 2019 | Дубай            | прыжок в длину | T20       | 5,61 м    | 3     |